# Hypsostroma saxicola
Hypsostroma saxicola är en svampart som beskrevs av Huhndorf 1992. Hypsostroma saxicola ingår i släktet Hypsostroma och familjen Hypsostromataceae.   Inga underarter finns listade i Catalogue of Life.